# Chyliza eoa
Chyliza eoa är en tvåvingeart som beskrevs av Shatalkin 1989. Chyliza eoa ingår i släktet Chyliza och familjen rotflugor. Inga underarter finns listade i Catalogue of Life.